# Periphragnis
Periphragnis è un genere di mammiferi notoungulati estinti, appartenenti ai tossodonti. Visse tra l'Eocene medio e l'Oligocene inferiore (circa 48 - 29 milioni di anni fa) e i suoi resti fossili sono stati ritrovati in Sudamerica.

## Descrizione
Questo animale doveva essere di corporatura robusta, con possenti zampe terminanti in zoccoli e probabilmente digitigrado. Le zampe anteriori, particolarmente robuste, erano simili a quelle dell'affine Thomashuxleya ma possedevano falangi ungueali meno appiattite. Periphragnis doveva essere lungo circa un metro e mezzo, ed è probabile che avesse la taglia di un cinghiale. Il cranio era dotato di una scatola cranica piccola, e la dentatura era completa e sostanzialmente priva di diastema. I canini erano di grandi dimensioni.
Periphragnis era molto simile a Thomashuxleya, ma i denti erano dotati di corona leggermente più alta (anche se ancora brachiodonti). Le pieghe del parastilo e del paracono nei molari superiori erano meno prominenti e meno nettamente separate; le pieghe del parastilo, nei denti superiori della zona delle guance, si intersecavano con il metastilo labiale dei denti precedenti. Il secondo premolare inferiore era più complesso di quello di Thomashuxleya, con un solco posterolinguale ben sviluppato; i premolari inferiori erano generalmente più corti e relativamente più larghi, mentre la serie degli incisivi era posizionata più trasversalmente.

## Classificazione
Il genere Periphragnis venne descritto per la prima volta nel 1899 da Santiago Roth, sulla base di resti fossili ritrovati nella zona del Lago Musters (Argentina), in terreni dell'Eocene medio; la specie tipo è Periphragnis harmeri. Altre specie di tossodonti sempre provenienti dallo stesso orizzonte geologico e dalla stessa zona (Asmodeus armatus, Tehuelia regia, Thomashuxleya rankei) sono state in seguito riconosciute come esemplari di P. harmeri. Altre specie attribuite a questo genere sono P. circunflexus (Eocene medio-superiore dell'Argentina), P. exauctus, P. palmeri (entrambe dell'Eocene superiore dell'Argentina) e P. vicentei (Oligocene inferiore di Tinguiririca, Cile).
Periphragnis è classicamente considerato un genere piuttosto evoluto degli isotemnidi, un gruppo di notoungulati arcaici dalla corporatura massiccia. Per alcune sue caratteristiche degli arti, Periphragnis è stato accostato agli omalodoteriidi (Homalodotheriidae), e ritenuto vicino all'origine di questo gruppo (Simpson, 1967). In ogni caso, la famiglia Isotemnidae non è considerata attualmente un gruppo monofiletico, e Periphragnis è considerato un tossodonte basale vicino a Thomashuxleya.

## Paleoecologia
Probabilmente, come tutti gli "isotemnidi", anche Periphragnis si nutriva di radici e tuberi che dissotterava con le potenti zampe e triturava con i forti denti anteriori; le caratteristiche dei molari e degli incisivi indicano che questo animale potrebbe essere stato un brucatore di erba (Bradham et al., 2015).